# Kaltenbach (Wagenhausen)
Kaltenbach (toponimo tedesco) è una frazione del comune svizzero di Wagenhausen, nel Canton Turgovia (distretto di Frauenfeld).

## Storia

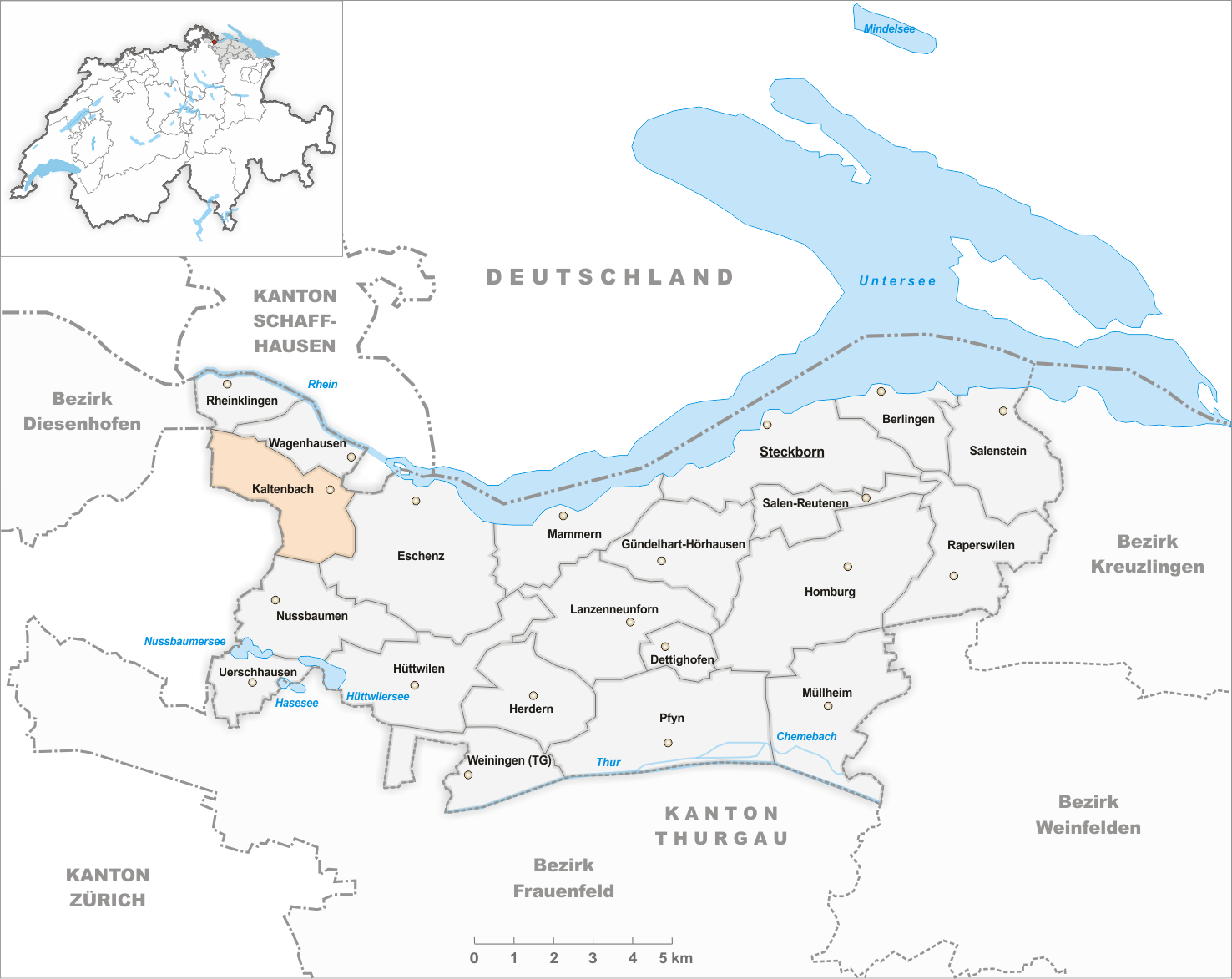
Il territorio del comune di Kaltenbach prima degli accorpamenti comunali del 1995

Già comune autonomo (Ortsgemeinde) che apparteneva al distretto di Steckborn e che comprendeva anche le frazioni di Bleuelhausen ed Etzwilen, nel 1995 è stato accorpato al comune di Wagenhausen assieme all'altro comune soppresso di Rheinklingen.

## Società

### Evoluzione demografica
L'evoluzione demografica è riportata nella seguente tabella:
Abitanti censiti

## Amministrazione
Ogni famiglia originaria del luogo fa parte del cosiddetto comune patriziale e ha la responsabilità della manutenzione di ogni bene ricadente all'interno dei confini della frazione.